# Außenwirtschaftstheorie
Die Außenwirtschaftstheorie (oder Außenwirtschaftslehre) ist ein Teilgebiet der Volkswirtschaftslehre. Sie befasst sich mit allen Fragen, die mit dem grenzüberschreitenden Verkehr von Waren, Personen, Dienstleistungen und Kapital zusammenhängen. Sie wendet dort die Aussagen und Theorien der Makroökonomie und Mikroökonomie an.

## Unterteilung
Die Außenwirtschaftstheorie gliedert sich heute in drei Stränge: die reale (güterwirtschaftliche) Theorie, die monetäre Theorie und die Theorie wirtschaftlicher Integration. Die reale Außenwirtschaft ist das traditionelle Kernstück der Außenwirtschaftslehre (weswegen sie in älteren Lehrbüchern auch als „reine Außenwirtschaft“ bezeichnet wird). Sie befasst sich mit dem Außenhandelsmarkt und den dort relevanten Größen Ex- und Import.
Insbesondere durch den Zusammenbruch des Bretton-Woods-Systems haben jedoch monetäre Aspekte in den letzten Jahrzehnten eine weit stärkere Bedeutung gewonnen. Die monetäre Außenwirtschaftstheorie hat sich daher seit den 1960ern als zweites bedeutendes Standbein der Außenwirtschaftstheorie herausgebildet. Sie untersucht den Devisenmarkt (und dort insbesondere den Wechselkurs). Beide Ansätze standen lange weitgehend unverbunden nebeneinander.
Als neuester Strang der Außenwirtschaftstheorie haben sich in den letzten Jahrzehnten, insbesondere aber in den 1990er Jahren Theorien zu Fragen der wirtschaftlichen Integration herausgebildet. Sie verknüpfen reale und monetäre Außenwirtschaft und stellen heute den in der Öffentlichkeit am meisten beachteten Strang der Außenwirtschaft dar.
Ein gesondertes Wissensgebiet sind betriebswirtschaftliche Aspekte der Außenwirtschaftslehre, so z. B. der Anbahnung und Abwicklung von Exportgeschäften, der Absicherung gegen Wechselkurs-, wirtschaftliche und politische Risiken.

## Güterwirtschaftliche (reale) Außenwirtschaftstheorie

### Außenhandelstheorien
Man spricht in diesem Zusammenhang von der realen Außenwirtschaftstheorie. Die güterwirtschaftliche Theorie befasst sich mit den Ursachen des Außenhandels. Dieser kommt zustande, wenn
- Güter in einem Land nicht verfügbar sind, (z. B. Deutschland importiert Bananen)
- Länder über unterschiedliche Kostenvorteile verfügen.
- Der einheimische Markt kann zwar zu niedrigeren Kosten produzieren, hat aber komparative Kostennachteile (Prinzip des komparativen Kostenvorteils). Beispiel: Ein Land kann Stoff viel billiger und Wein etwas billiger herstellen als ein anderes Land. Es wird sich aufgrund des komparativen Kostenvorteils darauf konzentrieren Stoff zu produzieren und z. T. gegen ausländischen Wein zu tauschen, da es bei begrenzten Produktionskapazitäten sinnvoll ist sich auf das zu konzentrieren, was erheblich billiger produziert werden kann.

Die Quintessenz der Außenhandelstheorie ist es, dass Spezialisierung und Außenhandel die Wohlfahrt aller Länder erhöhen. Dies gilt zumindest dann, wenn sich auf den Weltmärkten ein Austauschverhältnis Terms of Trade herausbildet, bei dem beide Seiten profitieren.

#### Komparativer Kostenvorteil nach Ricardo
Der englische Nationalökonom David Ricardo zeigte, dass auch ein Land, das bei allen Gütern über absolute Kostenvorteile verfügt, dennoch Nutzen aus dem Außenhandel ziehen kann, wenn es seine auf Technologieunterschieden beruhenden komparativen Kostenvorteile ausnutzt. Die Annahmen Ricardos gehen von einem Markt mit nur einem Produktionsfaktor und zwei Gütern aus, welche auf zwei verschiedene Produktionsweisen in zwei verschiedenen Ländern mit mehr oder weniger Aufwand hergestellt werden können. Dies lässt sich durch die Existenz von Technologieunterschieden begründen. Des Weiteren geht er von konstanten Skalenerträgen aus und schließt somit das Aufkommen von Größenvorteilen (economies of scale) grundsätzlich aus. In den von ihm modellierten Volkswirtschaften wird eine Vollbeschäftigung der Produktionsfaktoren angenommen.
Quintessenz seiner Überlegungen ist, dass Spezialisierung und Außenhandel die Wohlfahrt aller Länder erhöhen. Dies gilt zumindest dann, wenn sich auf den Weltmärkten ein Austauschverhältnis Terms of Trade herausbildet, bei dem beide Seiten profitieren.
- Allerdings sind die Vorteile aus dem Außenhandel an Annahmen geknüpft, die in der Praxis nicht ohne weiteres erfüllt sind. Die Existenz von Transportkosten und einem Anteil von nicht handelbaren Gütern wird ignoriert. Es wird des Weiteren unterstellt, dass Produktionsfaktoren in den beteiligten Ländern flexibel einsetzbar sind, dass also ein Land, das z. B. seine Vorteile auf dem Gebiet der Landwirtschaft verliert, die dort beschäftigten Arbeitskräfte ohne weiteres in Industrien einsetzen kann, die über Vorteile im Außenhandel verfügen.
- Auch kann die Spezialisierung zu Monokulturen führen, wodurch Länder von einem Produkt abhängig werden und sich Terms of Trade herausbilden können, die nicht mehr vorteilhaft für das Land sind; unter diesem Problem leiden viele Entwicklungsländer.

#### Komparativer Kostenvorteil nach dem Heckscher-Ohlin-Theorem
Im Gegensatz zum ricardianischen Modell geht das Heckscher-Ohlin-Theorem von zwei Produktionsfaktoren, nämlich Kapital und Arbeit aus. Es wird dabei von einer Cobb-Douglas Produktionsfunktion mit positiver aber abnehmender Grenzproduktivität der beiden Produktionsfaktoren ausgegangen. Des Weiteren unterstellt es international beständige homogene Präferenzen.
Laut dem Heckscher-Ohlin-Theorem kommt es bei zwei Volkswirtschaften mit unterschiedlichen Produktionstechnologien (kapital- und arbeitsintensive Produktion) zu keiner vollständigen Spezialisierung wie im ricardianischen Modell. Innerhalb der inländischen Sektoren wandern die Produktionsfaktoren abhängig von den Terms of Trade zwischen dem arbeits- und kapitalintensiven Wirtschaftssektoren. Durch diese Wanderungsbewegungen innerhalb der nationalen Ökonomien entsteht der zum Export notwendige Überschuss.
Dementsprechend wird jedes Land jenen Faktor intensiver nutzen, mit dem es im Vergleich zum Ausland im Überfluss ausgestattet ist, da es in derartigen Produktionsstrukturen einen Kostenvorteil besitzt. Jener Faktor gewinnt daher real gegenüber der Autarkiesituation ohne Handel, mit dem das Land reichlich ausgestattet ist.
- Gemäß dem Stolper-Samuelson-Theorem bewirken Zölle eine Einschränkung des Handels; die zuvor importierten Güter werden wieder selbst hergestellt. Dies führt zu einer sinkenden Nutzung des relativ reichlich vorhandenen Faktors und zu einem verstärkten Druck auf die Nutzung des zuvor besonders knappen Faktors. Die insgesamt weniger effiziente Allokation der beiden Produktionsfaktoren führt zu einem Wohlfahrtsverlust verglichen mit der Freihandelssituation.
- Das Leontief-Paradoxon wurde in den 1950er Jahren dokumentiert. Der Außenhandel jener Zeit stimmte oft nicht mit den auf Grundlage des Heckscher Ohlin-Modells errechneten Güterströmen überein. Offenbar sind die Ausstattungsunterschiede mit Produktionsfaktoren zwischen Ländern nicht die einzige Grundlage für internationalen Handel.

Das Heckscher Ohlin-Modell erklärt den Nord-Süd Handel besser als den Nord-Nord Handel zwischen den Industriestaaten mit ähnlicher Produktionsstruktur.

### Handelspolitik und Protektionismus
Obwohl ein freier Welthandel nach der Theorie der komparativen Kosten den Wohlstand aller Volkswirtschaften begünstigt, ergriffen und ergreifen Länder protektionistische Maßnahmen zur Beschränkung des Handels. Auch zeigen verschiedene Modellansätze, dass für große Länder deren Handelspolitik Einfluss auf den Weltmarkt und die Terms of Trade nehmen kann durchaus ein Optimalzoll existiert, durch welchen sie die nationale Wohlfahrt auf Kosten der restlichen Welt maximieren können. Diese Beggar-thy-Neighbor-Politik funktioniert jedoch nur kurzfristig, da langfristig die von den Zöllen betroffenen Länder reagieren und selbst Handelsbarrieren ihrerseits errichten. Die Vorteile des Freihandels für den Einzelnen werden oftmals von diesem nicht bewusst wahrgenommen, während die Nachteile oft kleine Gruppen (in Deutschland z. B. die Bergarbeiter) sehr hart treffen, die entsprechend laut ihre Interessen artikulieren.
Traditionelle Instrumente einer strategischen Handelspolitik sind Zölle, Kontingente und Exportsubventionen. Man bezeichnet diese auch als tarifäre Handelshemmnisse. Große Bedeutung besitzen aber auch nicht-tarifäre Maßnahmen wie z. B. Selbstbeschränkungsabkommen, Ausländer diskriminierende Vorschriften und Normen oder bürokratische Regelungen. (Grenzzuschläge, Konsulargebühren, Hafengebühren, Gesundheits- und Sicherheitsbestimmungen, Subventionen und andere staatliche Beihilfen, Importentmutigende Gesetze …)

## Monetäre Außenwirtschaftstheorie

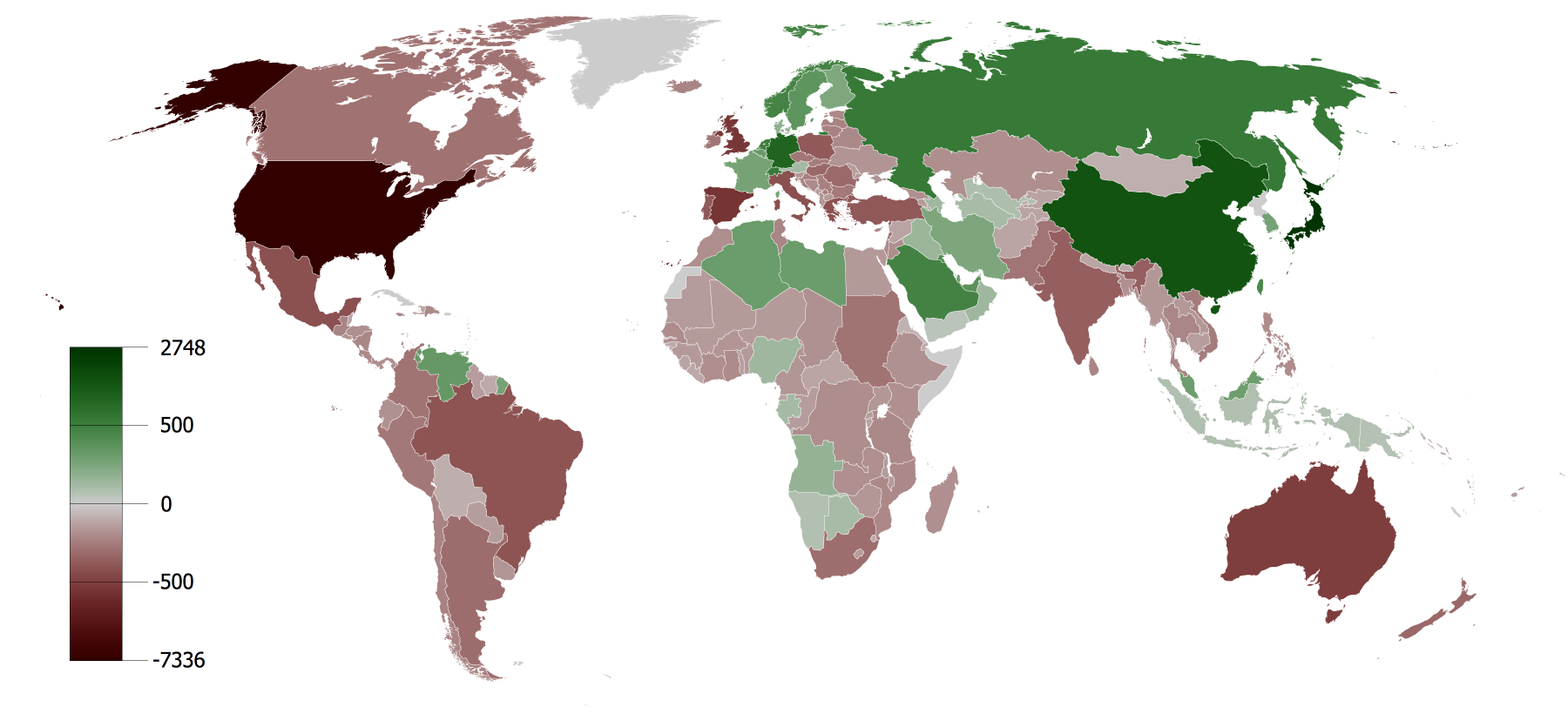
Außenhandelsüberschüsse und Außenhandelsdefizite im Zeitraum 1980–2008

Während sich die güterwirtschaftliche Theorie mit dem internationalen Tausch von Waren und Dienstleistungen beschäftigt, betrachtet die monetäre Außenwirtschaftstheorie die Geldströme. Diese resultieren zum Teil aus der Zahlungsabwicklung der Güter- und Dienstleistungsströme, zu einem sehr viel größeren Teil aber aus dem internationalen Kapitalverkehr, also dem Kauf und Verkauf ausländischer Aktien, Staatsanleihen, Devisen etc.
Die monetäre Außenwirtschaftstheorie untersucht:
- die Transmissionsmechanismen, durch die geldwirtschaftliche Effekte reale Folgen z. B. für die Wettbewerbsfähigkeit, Handelsbilanzüberschuss bzw. Handelsbilanzdefizit und das Wirtschaftswachstum entfalten
- Analysiert den internationalen Kapitalverkehr (siehe auch Kapitalbilanz)
- Definition des außenwirtschaftlichen Gleichgewichts unter Einbeziehung des internationalen Kapitalverkehrs
- Analyse der Wirksamkeit der Stabilitätspolitik in Volkswirtschaften die mit den internationalen Güter- und Kapitalmärkten interagieren unter Berücksichtigung unterschiedlicher Wechselkurssysteme
- Die Wechselkurstheorie untersucht das Wechselkursverhalten flexibler Wechselkurssysteme
- Die Untersuchung der Vor- und Nachteile unterschiedlicher Wechselkurssysteme
- Analyse von Währungskrisen

### Statistische Erfassung der internationalen Geldströme
Definitorischer Rahmen für die Abbildung der grenzüberschreitenden Geld- und Kapitalströme ist die Zahlungsbilanz. Diese ist insgesamt gesehen stets ausgeglichen, da alle Ungleichgewichte letztlich durch die Zentralbank ausgeglichen werden, deren Devisenreserven sich entsprechend verändern. Von einer ausgeglichenen Zahlungsbilanz spricht man, wenn sich die Devisenreserven nicht ändern, also die Devisenbilanz ausgeglichen ist. Instrumente zum Zahlungsbilanzausgleich sind der Wechselkurs und der Zins.

### Wechselkurs und Außenhandel
Der Preis einer Währung (= Wechselkurs) bestimmt sich durch Angebot und Nachfrage. Das Devisenangebot entsteht aus sämtlichen Transaktionen, die in der Zahlungsbilanz eine Habenbuchung auslösen (z. B. Güterexporte, Kapitalimporte). Die Devisennachfrage entsteht aus sämtlichen Transaktionen, die in der Zahlungsbilanz eine Sollbuchung auslösen (z. B. Güterimporte, Kapitalexporte). Ist die Nachfrage nach einer Währung größer als das Angebot, dann steigt der Wechselkurs (Aufwertung). Wechselkursveränderungen wirken sich direkt auf den Handel aus. Beispiel: ein PKW im Wert von 20.000 $ kostet bei einem Wechselkurs von 0,80 €/$ 16.000 €, bei einem Wechselkurs von 0,90 €/$ 18.000 €.
Die klassische Annahme der monetären Außenwirtschaftslehre ist, dass sich das Angebot und die Nachfrage auf den Devisenmärkten allein aus dem Außenhandel ergibt: Exporteure erlösen Devisen und bieten sie an, Importeure benötigen zur Bezahlung ihrer Rechnungen Devisen und fragen sie nach.
- Bildet sich der Wechselkurs frei nach Angebot und Nachfrage, dann beeinflussen Ungleichgewichte in der Zahlungsbilanz den Wechselkurs, der über den Wechselkursmechanismus zu einem Ausgleich der Ungleichgewichte führen kann. Hat ein Land einen Überschuss in der Zahlungsbilanz, übersteigt das Angebot auf dem Devisenmarkt die Nachfrage, der Kurs der ausländischen Währung wertet ab (relative Preisniveausenkung) bzw. die inländische Währung wertet auf (relative Preisniveauerhöhung). Eine Aufwertung der heimischen Währung verteuert aber die Ausfuhren, so dass, eine normale Preiselastizität der Nachfrage vorausgesetzt, im Ausland weniger Exportgüter nachgefragt werden, die Ausfuhren also sinken. Gleichzeitig werden Importgüter billiger, so dass die Einfuhren steigen. Damit verringert sich der Überschuss in der Zahlungsbilanz. Diese hier nur vereinfacht wiedergegebene Argumentation war es, die Ende der sechziger Jahre, als das Bretton-Woods-System fester Wechselkurse zusammenbrach, die Forderung nach flexiblen Wechselkursen laut werden ließ. Allerdings wird die Zahlungsbilanz in hohem Maße durch Kapitalströme beeinflusst, die zwar auch auf Wechselkurse reagieren, aber auch durch Zinsdifferenzen, Wachstumserwartungen etc. beeinflusst werden.
- Bei festen Wechselkursen erfolgt die Anpassung über die Inflationsraten.

### Wechselkurssysteme
Die Wechselkurssysteme unterscheiden sich zunächst in solche mit festem Wechselkurs und solche mit flexiblem Wechselkurs. Beide Formen haben spezifische Vor- und Nachteile.
Noch während des Zweiten Weltkrieges wurde bei einer Konferenz in Bretton Woods die Neuordnung der internationalen Währungsordnung in die Wege geleitet mit Gründung des Internationalen Währungsfonds (IWF) und seiner Schwesterorganisationen Weltbank und Internationale Bank für Wiederaufbau und Entwicklung (IBRD). Die Wechselkursbeziehungen zwischen den IWF-Mitgliedern waren durch das Bretton-Woods-System geregelt, ein System fester Wechselkurse, bei dem die Wechselkurse innerhalb einer Bandbreite von 1 % von der Parität zu dem US-Dollar als Ankerwährung abweichen durften. Der Dollar war partiell mit Gold hinterlegt. Als das System Anfang der siebziger Jahre zusammenbrach, bildete sich in Europa das europäische Währungssystem heraus, in dem die stark verflochtenen Länder der Europäischen Union untereinander feste Wechselkurse vereinbarten.
Aufgabe des IWF ist heute vor allem die Überwachung der Stabilität der Währungen ihrer Mitglieder (Surveillance) und die Gewährung von Überbrückungskrediten, um Währungskrisen zu vermeiden. Allerdings verfolgten die IWF-Mitglieder zeitweise informelle Wechselkursziele, so z. B. 1985, als sie in konzertierter Aktion eine außerordentlich starke Aufwertung des Dollar stoppten und 1987, als sie den Fall des Dollar beendeten.

## Internationale wirtschaftliche Integration
Reale und monetäre Außenwirtschaftslehre werden über die so genannte Integrationstheorie zusammengeführt. Sie ist das Ergebnis der derzeit zu beobachtenden zunehmenden wirtschaftlichen Integration, welche wiederum die direkte Folge vermehrter güterwirtschaftlicher und monetärer Interaktion zwischen Staaten ist.
Das Phänomen der wirtschaftlichen Integration hat sich in den letzten Jahren zu einer dritten Säule der Außenwirtschaftslehre entwickelt, da es in der Öffentlichkeit eine besonders starke Beachtung findet. In diesem Zusammenhang aktuell betrachtete Prozesse sind die Globalisierung und die Globalisierungskritik.
Von der De-facto-Wirtschaftsintegration durch Markt und Wettbewerb zu unterscheiden ist die von Staaten durch Völkerrechtsverträge betriebene institutionalisierte Wirtschaftsintegration durch Gründung verschiedenartiger internationaler Organisationen wie Freihandelszonen, so dass man jeweils sowohl von parallelen Integrations- als auch von Institutionalisierungsprozessen sprechen muss.
Beispiele für derartige Integrationsformen sind die Europäische Union, der Deutsche Zoll- und Handelsverein (1834–1871), das Nordamerikanische Freihandelsabkommen (NAFTA) oder der Verband Südostasiatischer Nationen (ASEAN). Die regionale Integration wird auf globaler Ebene begleitet und gefördert von der Welthandelsorganisation (WTO) mit ihren wichtigsten Pfeilern GATT und GATS.
Zur Untersuchung dieser Zusammenhänge verfügt die Außenwirtschaftslehre jedoch bisher über ein vergleichsweise kleines theoretisches Spektrum. In den letzten Jahrzehnten haben sich erst wenige Integrationstheorien herausgebildet, jedoch gibt es vor allem im Bereich der Währungsintegration eine ganze Reihe wissenschaftlicher Arbeiten, die unter dem Schlagwort Theorie optimaler Währungsräume zusammengefasst werden.
Insbesondere bei institutionalisierten Wirtschaftsintegrationen haben die traditionellen Außenwirtschaftslehren und Integrationstheorien das theoretische und praktische Problem, über keine Kriterien zu verfügen, wann anfänglich außenwirtschaftlich – internationale Integrationen einen solchen Verdichtungs- (Konvergenz-, Vernetzungs-, Konzentrations-, Synergie-)grad erreichen, dass sie in eine einzige Volkswirtschaft (Binnenwirtschaft, Nationalökonomie) umschlagen. Insbesondere Rechtsvereinheitlichung (Abschaffung von Binnengrenzen, Schaffung eines Binnenmarktes, Rechtssicherheit usw.) sind von einseitig wirtschaftlichen Integrations-Lehren nur mühsam zu bewältigen.
Im Rahmen der Globalisierungsdebatte hat sich v. a. in den 1990er Jahren eine teils scharfe Auseinandersetzung zwischen Befürwortern und Gegnern entwickelt. Das theoretische Rüstzeug hierzu bilden bis heute v. a. die bekannten Außenhandelstheorien, denen Globalisierungskritiker jedoch die übergreifende Aussagekraft absprechen.

### Ordnung des Welthandels
Nach dem Zweiten Weltkrieg begann die Neuordnung des Welthandels 1947 mit der Gründung des Allgemeinen Zoll- und Handelsabkommens (GATT). In seinem Rahmen fanden acht Verhandlungsrunden statt, in denen die Zölle weltweit gesenkt wurden. Die achte Runde (sog. Uruguay-Runde) endete 1995 mit der Gründung der Welthandelsorganisation WTO. In der Folge wurde 2001 die Doha-Runde initiiert.

### Europäische Integration
Als weltweit erfolgreichstes Integrationsprojekt hat sich bis heute die Europäische Union (seit 1957) bewiesen, da sie durch supranationales EU-Einheitsrecht die früher rechtlich selbständigen Außenwirtschaften der EU-Staaten aufgehoben und zu einer verfassungs- und außenwirtschaftsrechtlich einzigen, allerdings wirtschaftspolitisch weiterhin föderalen Binnenwirtschaft ohne Binnengrenzen verschmolzen hat. Sie hat als einzige der vielen in der Welt begonnenen Integrationen erfolgreich nacheinander mehrere, immer komplexere Stufen der Integration erklommen und verwirklicht, indem sie von der anfänglichen Zollunion über den Gemeinsamen Markt bis zum vollendeten Binnenmarkt mit Binnenhandel (1992) qualitativ und quantitativ erweitert und vertieft worden ist. Sie ist heute eine reife Wirtschafts- und Währungsunion (EWWU) mit tiefreichender Rechtseinheit nach innen und außen, die mit weiteren Integrationssäulen teilweise sogar eine politische Union mit Verfassung ist, die immer mehr dem Nationalen gleichkommt.
Die Außenwirtschaftslehre misst der europäischen Integration mehrheitlich einen stark positiven Nutzen bei. EU-Mitgliedsländer wie Irland, Spanien, Portugal oder die MOEL haben als EU-Inland nicht zuletzt aufgrund der fruchtbaren einheitlichen institutionellen Rahmenbedingungen der grenzfreien EU-Binnenwirtschaft mit Konvergenz und Vernetzung, Strukturveränderungen und Arbeitsteilung bei der Produktion sowie Synergie-Effekten im Handel ein beachtliches ökonomisches Wachstum erzielt.

### Andere Integrationsräume
In Europa hatte sich parallel zur EU die EFTA (European Free Trade Association) gegründet, die meisten ihrer Mitglieder traten aber nach und nach der EU bei. In Osteuropa war als Gegenpol zur Marshallplanhilfe der Rat für gegenseitige Wirtschaftshilfe (RGW, COMECON) entstanden, der sich 1991 mit dem Ende des planwirtschaftlichen Systems auflöste.
In Nordamerika wurde die US-kanadische Freihandelszone 1994 durch den Beitritt Mexikos die NAFTA (Nordamerikanische Freihandelszone) gebildet. In Südamerika gründeten Argentinien, Uruguay, Brasilien und Paraguay den Mercosur. In der Planung ist eine panamerikanische Freihandelszone FTAA.
In Asien steht die regionale wirtschaftliche Integration noch am Anfang. In Südostasien existiert zwar schon seit 1967 die ASEAN, jedoch unternehmen ihre Mitglieder erst gegenwärtig erste Schritte in Richtung einer Freihandelszone.

## Betriebswirtschaftliche Aspekte der Außenwirtschaftslehre
Aus betrieblicher Sicht sind grenzüberschreitende Geschäfte mit besonderen Risiken verbunden: Dadurch, dass Geschäfte immer einem ausländischen Außenhandels- bzw. Außenwirtschaftsrecht unterliegen und häufig in fremden Währungen fakturiert werden, ergibt sich die Notwendigkeit einer Absicherung gegen Wechselkursrisiken (z. B. durch Hedging). Dadurch, dass die Transportwege länger sind, entstehen auch größere Transportrisiken als im Binnenhandel. Deshalb sind klare Absprachen zu treffen, wo Risiken vom Versender auf den Empfänger übergehen und wer welche Kosten zu tragen hat. Um hier klare Regeln zu schaffen, werden in Verträgen international eindeutig definierte Handelsklauseln verwendet.
Ferner unterliegt Außenhandel besonderen Länder- und politischen Risiken. Eine staatlich garantierte Absicherung gegen solche Risiken bilden in Deutschland die Hermes-Bürgschaften. Eine Absicherung im Außenhandel ist z. B. auch durch Dokumentenakkreditiv möglich.
Außerdem kann es schwierig sein, Forderungen gegen Vertragspartner durchzusetzen, deren Rechtssitz im Ausland liegt und auf die daher das inländische Recht nicht anwendbar ist.

## Politik des Welthandels
Neben wirtschaftlichen Interessen tragen ebenfalls politische Motive eines Staates zur Ausrichtung der nationalen Handelspolitik bei: Typisch hierfür sind gegenseitige Handelsvergünstigungen oder Freihandelsabkommen, die einem Staat als Belohnung für dessen Gefolgschaft angeboten werden, und die Errichtung von Handelsbarrieren oder Embargos, durch die eine Nation unter Druck gesetzt wird, ohne dass militärische Gewalt angewendet werden muss. Zusätzlich kann die Außenhandelspolitik eines Staates durch Lobbys von innen her beeinflusst werden, wenn diesen beispielsweise aufgrund geplanter Marktöffnungen ein wirtschaftlicher Nachteil droht.
Damit die staatlichen Handelspolitiken jedoch keinem einseitigen Machtstreben dienen, versucht die WTO durch international verbindliche Regeln ein größtmögliches Maß an Gerechtigkeit zwischen ihren Mitgliedern herzustellen.